# Витвицький Йосип Хомич
Витвицький Йосип Хомич (Йосип-Домінік) ( 1813, Волинь  —  20 лютого 1866, Київ) — польський та український композитор, піаніст та музичний педагог.

## Біографія
Навчався музики в Бердичеві — у батька — органіста. Працював на Поділлі та Волині, учитель музики. В 1840—1865 роках вів класи фортепіано й ансамблю в Київському інституті шляхетних дівчат. 
Йосип Витвицький написав у Києві музичний твір «Україна» (1836 р.) — варіації на тему української народної пісні «Зібралися всі бурлаки». Автор фортепіанних творів «Плавба Дніпром», «У сяйві місяця» та багатьох варіацій народних пісень.